# Chriolepis cuneata
Chriolepis cuneata är en fiskart som beskrevs av William A. Bussing, 1990. Chriolepis cuneata ingår i släktet Chriolepis och familjen smörbultsfiskar. IUCN kategoriserar arten globalt som otillräckligt studerad. Inga underarter finns listade i Catalogue of Life.